# Municipio de Victor (condado de Roberts)
El municipio de Victor (en inglés: Victor Township) es un municipio ubicado en el condado de Roberts en el estado estadounidense de Dakota del Sur. En el año 2010 tenía una población de 180 habitantes y una densidad poblacional de 1,45 personas por km².

## Geografía
El municipio de Victor se encuentra ubicado en las coordenadas 45°52′40″N 96°46′53″O / 45.87778, -96.78139. Según la Oficina del Censo de los Estados Unidos, el municipio tiene una superficie total de 124.22 km², de la cual 121,81 km² corresponden a tierra firme y (1,94 %) 2,41 km² es agua.

## Demografía
Según el censo de 2010, había 180 personas residiendo en el municipio de Victor. La densidad de población era de 1,45 hab./km². De los 180 habitantes, el municipio de Victor estaba compuesto por el 92,22 % blancos, el 1,67 % eran afroamericanos, el 1,67 % eran amerindios, el 0,56 % eran asiáticos y el 3,89 % eran de una mezcla de razas. Del total de la población el 1,11 % eran hispanos o latinos de cualquier raza.